# Malta (protectorat)
Protectoratul Malta (în italiană Protettorato di Malta, în malteză Protettorat ta' Malta, în engleză Malta Protectorate=) a fost termenul politic pentru Malta când făcea parte de jure din Regatul Siciliei, dar sub protecție britanică. Acest protectorat a existat între capitularea forțelor franceze în Malta în 1800 și transformarea insulelor în colonie regală⁠(d) în 1813.

## Context

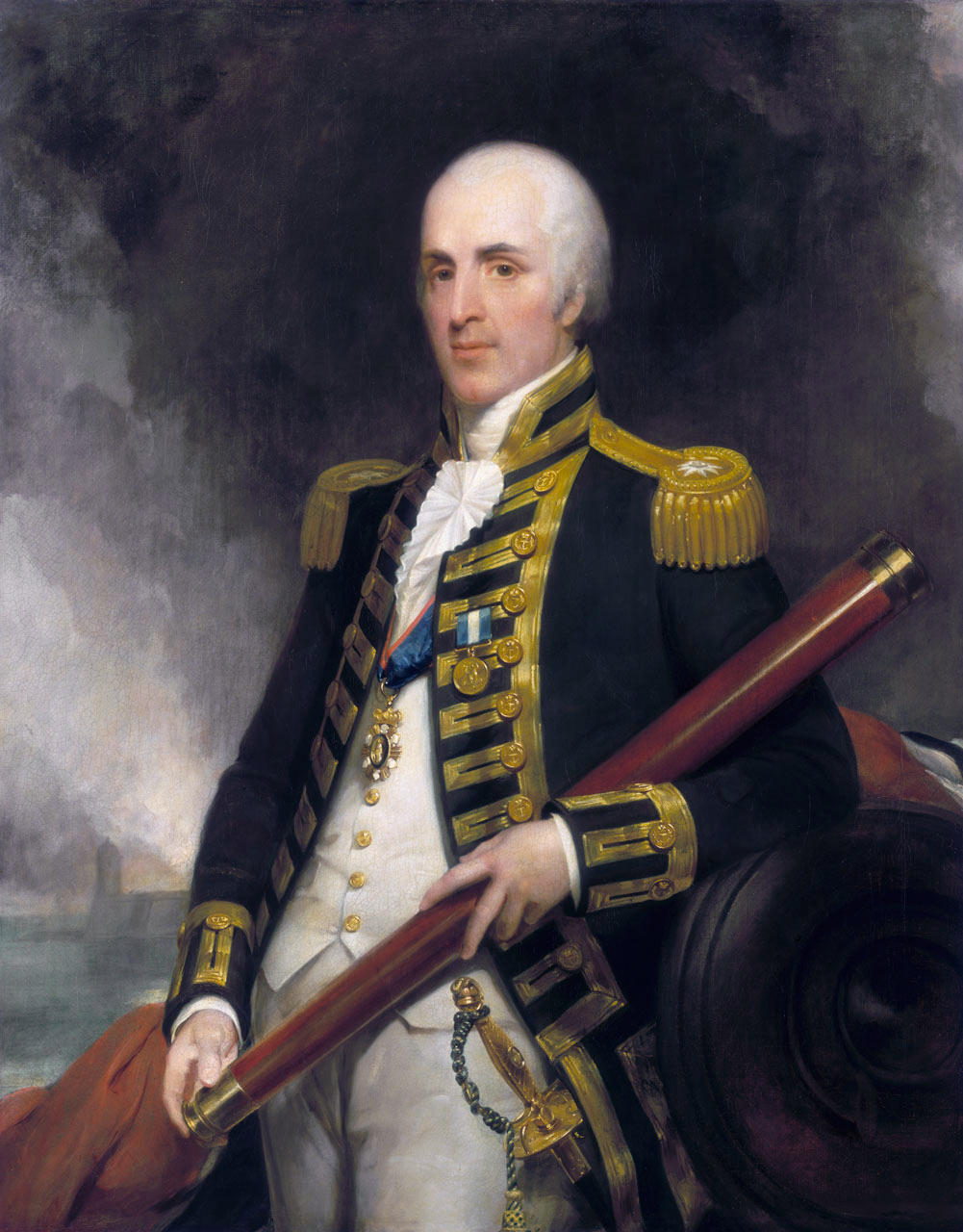
Sir, comisar civil al Maltei, 1799–1801 și 1802–1809

În timpul revoltei malteze împotriva francezilor, poporul maltez a format o Adunare Națională ca guvern provizoriu. Cu ajutorul flotei britanice au fost trimiși mesageri în Sicilia după ajutor, iar un convoi britanic format din 13 nave de luptă sub comanda căpitanului Sir James Saumarez⁠(d) a apărut în largul insulei la sfârșitul lunii septembrie 1798. În octombrie, Sir Alexander Ball⁠(d) a sosit în Malta, iar un an mai târziu a fost numit comisar civil.
Garnizoana franceză sub comanda generalului Vaubois⁠(d) s-a deplasat la Mosta și, în cele din urmă, a fost asediată la Valletta și s-a predat la 4 septembrie 1800. Prin urmare, Malta a devenit un protectorat britanic. În august 1801, comisarul civil Charles Cameron l-a numit pe Emmanuel Vitale⁠(d) guvernator al insulei Gozo în locul lui Saverio Cassar⁠(d). Acest lucru a pus capăt efectiv independenței insulei Gozo ca la Nazione Gozitana⁠(d).

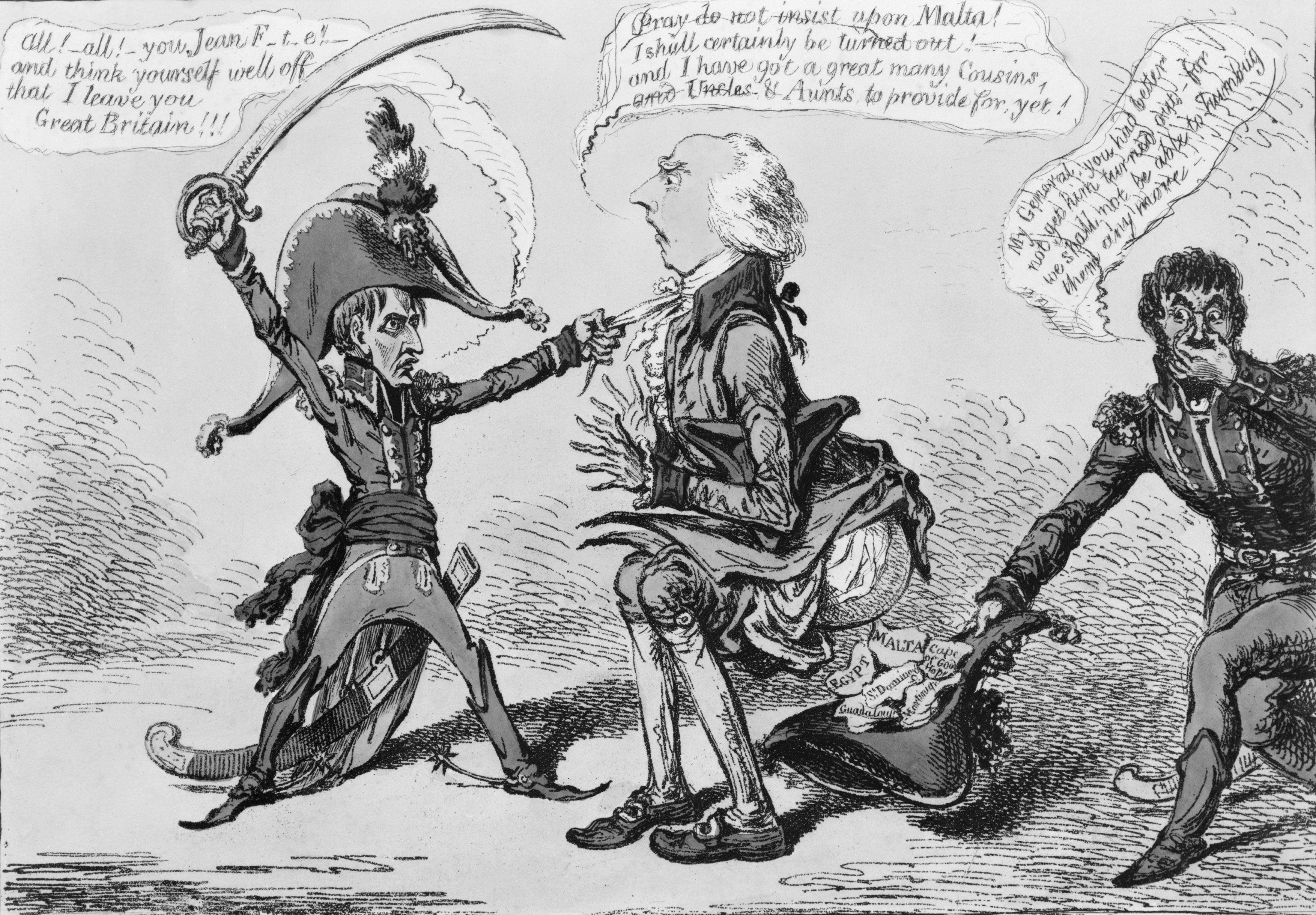
Caricatură din 1803 despre evacuarea Maltei

În condițiile impuse prin Tratatul de la Amiens cu Franța din 1802, Marea Britanie trebuia să evacueze insulele, dar nu și-a respectat această obligație – acesta a devenit unul dintre motivele reînnoirii războiului dintre Marea Britanie și Franța.

## Declarația drepturilor

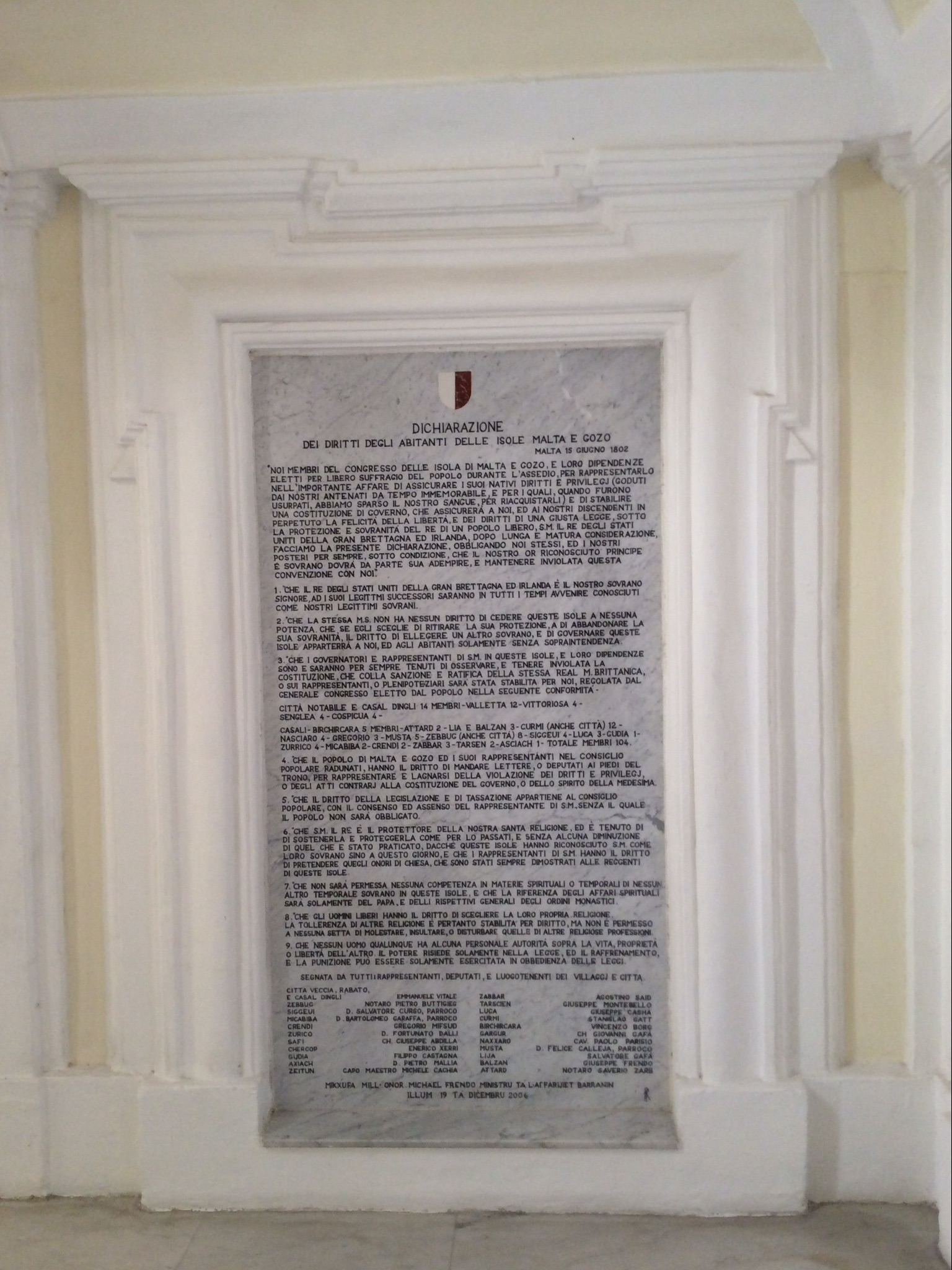
Declarația drepturilor locuitorilor din Insulele Malta și Gozo, din 1802, la Palazzo Parisio

În iunie 1802, 104 reprezentanți ai orașelor și satelor malteze au semnat o declarație intitulată La Dichiarazione dei Diritti degli abitanti delle Isole di Malta e Gozo (Declarația drepturilor locuitorilor insulelor Malta și Gozo) prin care l-au proclamat pe George al III-lea ca fiind regele lor și că nu avea dreptul să predea Malta unei alte puteri. Prin această declarație, ei au proclamat, de asemenea, că Malta ar trebui să se autoguverneze în timp ce se află sub protecția britanică.

## Lampedusa

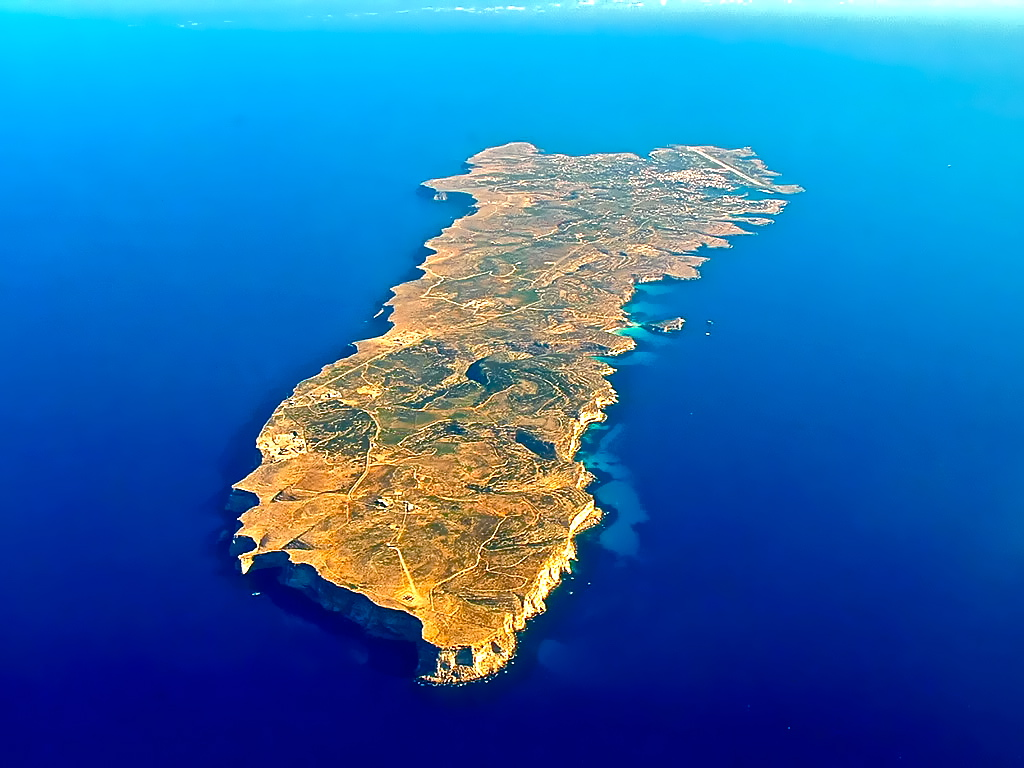
Vedere aeriană a insulei Lampedusa

Din punct de vedere politic, Lampedusa a făcut și ea parte din Regatul Siciliei. La sfârșitul secolului al XVIII-lea, în timp ce Malta⁠(d) era încă sub stăpânirea Ospitalierilor, Prințul de Lampedusa a dat insula lui Salvatore Gatt, un om de afaceri maltez, care s-a stabilit pe insulă cu câțiva muncitori maltezi.
Britanicii au luat în considerare capturarea insulei Lampedusa ca bază navală în locul Maltei, dar ideea a fost abandonată deoarece insula nu avea porturi adânci și era subdezvoltată. În ciuda acestui fapt, autoritățile din Malta și guvernul britanic au încercat în continuare să preia insula, deoarece credeau că ar putea fi folosită pentru a furniza Maltei hrană în cazul în care Sicilia ar cădea în mâinile lui Napoleon.
În 1800, Ball a trimis o comisie la Lampedusa pentru a evalua fezabilitatea acestui lucru și concluzia a fost că insula ar putea fi folosită cu ușurință pentru a furniza Maltei hrană la un cost relativ scăzut, deoarece exista o activitate de pășunat și o aprovizionare adecvată cu apă. În 1803, unii fermieri maltezi s-au stabilit pe Lampedusa cu vite și oi și au început să cultive orz.
În 1810, Salvatore Gatt a transferat contractul de închiriere lui Alexander Fernandez⁠(d), un comisar britanic, iar acesta din urmă a încercat să fondeze o mare colonie malteză pe insulă. Acest lucru nu s-a materializat niciodată, deoarece Comisia Regală din Londra în 1812 a declarat că totul a fost doar o întreprindere comercială și Marea Britanie a refuzat să-l ajute pe Fernandez. Alte probleme au apărut când ciuma a devastat Malta în 1813–1814, iar la 25 septembrie 1814, Sir Thomas Maitland⁠(d) a retras trupele britanice din Lampedusa.
Fernandez a rămas proprietarul insulei până în 1818, când Gatt s-a întors și a rămas acolo cu familia sa până în 1824. 

## Colonie a Coroanei
În 1813, insula a fost transformată într-o colonie a Coroanei Britanice prin Constituția Bathurst. La 23 iulie, Sir Thomas Maitland⁠(d) l-a înlocuit pe Sir Hildebrand Oakes⁠(d) și a fost primul comisar civil căruia i s-a acordat titlul de „Guvernator”. Malta a devenit oficial parte a Imperiului Britanic prin Tratatul de la Paris din 1814.